# Suite de l'électrocardiogramme

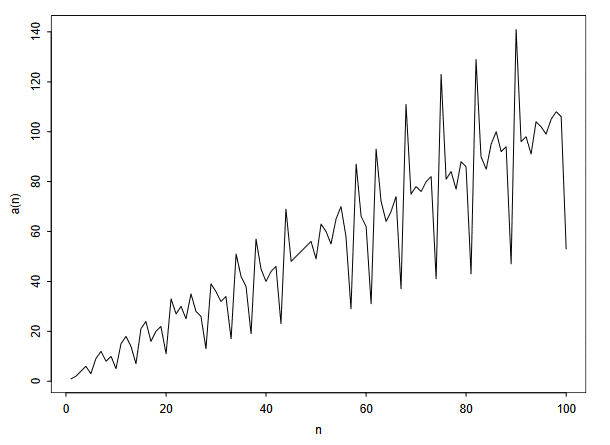
Tracé des 100 premiers termes, les points successifs associés à la suite étant reliés par des segments.

En mathématiques, la suite de l'électrocardiogramme, ou suite de l'ECG, est une suite d'entiers naturels non nuls, définie par une propriété arithmétique, qui doit son nom au fait que son graphe ressemble à un électrocardiogramme. Elle possède la propriété non évidente à priori de passer par tous les entiers naturels non nuls une fois et une seule.

## Définition et premiers termes
La suite de l'ECG débute au nombre 1 et est telle que chaque terme est le plus petit entier strictement positif non encore apparu et ayant un facteur commun >1 avec le terme précédent.
Ses premiers termes sont donc : 1, 2, 4, 6, 3, 9, 12, 8, 10, 5, 15, ..., voir la suite A064413 de l'OEIS.

## Historique
Cette suite a été découverte en 2001 par J. Ayres, puis étudiée par  C. Lagarias, E. M. Rains et N. J. A. Sloane en 2002.
Le mathématicien Pàl Erdös avait déjà étudié les permutations d’entiers soumis à certaines conditions portant sur les valeurs autorisées des PGCD de deux termes consécutifs.

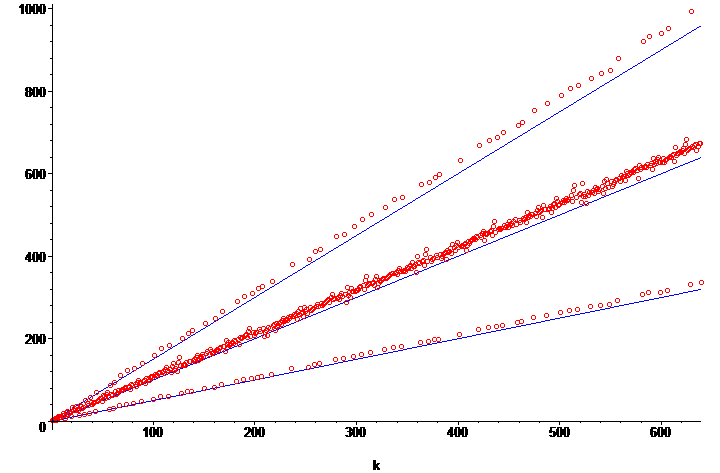
Courbe en points successifs de la suite de l’électrocardiogramme avec en bleu les droites correspondant à.

## Propriétés
Comme indiqué dans l'introduction, cette suite constitue une permutation des entiers strictement positifs(une démonstration en français se trouve dans ).
Les nombres premiers apparaissent dans l'ordre croissant, et si un nombre premier {\displaystyle p} apparait, il est précédé de {\displaystyle 2p} et suivi par {\displaystyle 3p}.
La suite étant notée {\displaystyle (a_{n})}, on a {\displaystyle a_{n}\sim n} sauf si {\displaystyle a_{n}} est un nombre premier ou le triple d'un nombre premier ; si {\displaystyle a_{n}=p}, alors {\displaystyle a_{n}\sim {\frac {n}{2}}} et si {\displaystyle a_{n}=3p}, alors {\displaystyle a_{n}\sim 3{\frac {n}{2}}}, comme on peut le constater graphiquement.

## Dans la littérature
La suite de l'électrocardiogramme est le titre d'un recueil de nouvelles de Dominique Veyrier.